# Humor
Humor je vrsta zabave in oblika človekovega sporazumevanja, katere namen je spraviti ljudi v smeh in jih razvedriti. Pojem humor se nanaša na vrsto zdravstva s telesnimi sokovi antičnih Grkov. Ljudje, ki doživljajo humor in se odzivajo nanj imajo smisel za humor. Karel Čapek je dejal, da je »Humor najdemokratičnejša človeška navada«. Največ za teorijo humorja in zbiranje šal je napravil Slavko Krušnik, ki je izdal pravo množico knjig v slovenskem jeziku na to temo.

### Humor v književnosti
Humor je bil tako v vezani kot nevezani besedi prisoten že v ljudskem slovstvu, najdemo ga tudi v antični književnosti (pri npr. Arhilohu, Aristofanu, Petroniju), od renesanse naprej pa mu lahko sledimo tudi v delih pomembnejših avtorjev, kot so: Giovanni Boccaccio, François Rabelais, Miguel de Cervantes, Laurence Sterne, Henry Fielding, Charles Dickens, Wilhelm Busch, Mark Twain, Jaroslav Hašek, Mihail Mihajlovič Zoščenko. Na Slovenskem se je humor v prozi sprva pojavil že pri Trubarju, izraziteje pa se kaže nekoliko kasneje v pridigah Janeza Svetokriškega, mestoma je opazen v delih Valentina Vodnika. Med mladoslovenci je humor v svoja dela prvi vključil Janez Trdina, za njim pa Josip Jurčič (Kozlovska sodba v Višnji Gori), Janez Mencinger (parodija na Antona Kodra Cmokavzar in Ušperna), Janko Kersnik in Fran Detela (humoreske). Prvi plodovitejši slovenski humorist je bil Jakob Alešovec (Ljubljanske slike, Kako sem se jaz likal …). S prihodom drugih medijev je najbolj opazen slovenski humorist Frane Milčinski Ježek, ki se je uspešno uveljavil tako na radiu in televiziji po drugi svetovni vojni.

## Teorija humorja
Humor je beseda, ki pomeni predvsem razbremenitev. Šale so sestavljene iz nepravilnosti, nepričakovanega in nelogičnega, kar pa je vnešeno v besedilo na način, da konflikt izgine in ga nadomesti smeh kot spontan odziv na nesmisel. Freud in na Slovenskem predvsem Slavoj Žižek uporabljata vice, šale kot pomoč pri razlagi podzavesti. Humor je s pojavom televizije postal pomemben način komentiranja vsakdanjih dogodkov, saj je občinstvo postalo znatno razširjeno za uspešnega komedijanta.

### Vrste in oblike humorja
Najpogosteje se uporabljajo v govorništvu in pisanju književnih del, kjer so pogoste oblike:
- ironija
- parodija
- sarkazem
- satira
- burleska
- šala ali vic
- humoristična povest
- humoreska
- aforizem
- pamflet
- komedija

### Vrste humorja
Humor se v različnih pojavih v nastopu ali delu. Glasbeni humor se kaže v nenavadni spojitvi slogov, lahko celo presenečenju v sami skladbi. Besedni humor je najbolj viden pri izbiri dvopomenskih besed (Leteči Potepuhi:Bicikl) ali besed, ki so same po sebi nenavadne (Iztok Mlakar:Marjo Špinel). Risba, predvsem karikatura, lahko ponudi v podobi nenavadne poteze, zgodbo, ki smeši narisane (Evropa kot razgaljena ženska, Slovenija kot oseba v narodni noši). Karakterni humor se loteva same osebnosti in jo predstavi občinstvu v najbolj nemogoči situaciji, kjer je razgaljena vsa njena žalost in razumnost (Branko Gradišnik:Roka, voda, kamen, Drago Jančar:Drevo brez imena, Ivan Cankar: Pohujšanje v dolini šentflorjanski). V gledališču, še posebej v zgodnjih oblikah, je del oblikovanja posamičnega lika bil prepuščen maski. Maska je ostala v tradiciji pusta, ponudila pa je fiksen značaj lika, ki ne glede na komunikacijo ali doživeto ne spremeni svojega odnosa do okolja, kot je oblikovan z masko. Humor je tako predvsem odziv na neelastičnost obraza.